# Adelaida I, abadessa de Quedlinburg
Adelaida I (alemany : Adelheid ; 973/74 - 14 de gener de 1044 o 1045), membre de la dinastia reial  otoniana va ser la segona princesa-abadessa de Quedlinburg des de 999 i l'abadessa de Gandersheim des del 1039 fins a la seva mort, a més d'una creadora de reis de gran influència de l'Alemanya medieval.

## Biografia
Batejada en honor de la seva àvia paterna, la reina Adelaide d'Itàlia, l'abadessa Adelaida era la filla gran de l'emperador Otó II i la seva consort Teòfana. Va ser educada a l'abadia de Quedlinburg per la seva tia paterna, l'abadessa Matilde. Mentre Matilde i Theophanu es van quedar a la cort italiana de Pavia el 984, la nena va ser segrestada per les forces del seu oncle, el duc Enric II el 984 i detingut pel seu alcalde, el comte de Billung Egbert el Borni. Poc després, però, va ser alliberada per tropes saxones lleials.
A l'octubre de 995 Adelaida es va convertir en canonessa a Quedlinburg. Quan l'abadessa Matilda va morir el 7 de febrer de 999, va ser triada sucesora i consagrada a Michaelmas (28 de setembre) pel bisbe Arnulf de Halberstadt.

### Influenciant les eleccions reials i imperials

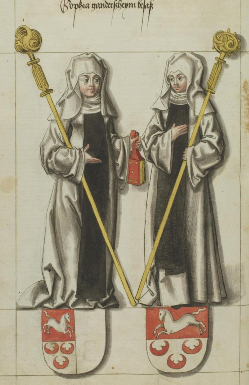
Adelaide i Sophia, representació del segle XVI

En l'elecció reia alemanya de 1002, després de la mort del seu germà, l'emperador Otó III, Adelaida i la seva germana gran, l'abadessa Sofia de Gandersheim, van actuar com a veritables creadores de reis, havent rebutjat el Margrave Eckard de Meissen (qui va desestimar la seva influència) com a candidat al tron. Juntament amb Sofia, Adelaida va influir significativament en l'elecció del seu cosí Enric II com a rei dels romans. Enric va cedir a l'abadia de Quedlinburg grans finques i, en 1014, va confiar a Adelaida l'administració dels convents a Gernrode, Frose i Vreden a Westfàlia. Va celebrar repetidament festes importants a Quedlinburg i, en 1021, va assistir a la consagració de la Col·legiata de San Servatius juntament amb l'arquebisbe Gero de Magdeburg.
La princesa-abadessa i la seva germana jugaren el mateix paper en l'elecció dels successor d'Enric, el rei Conrad II com a sacre emperador romanogermànic el 1027. No obstant això, quan Sofia va morir el 27 de gener de 1039, Conrad II al principi va rebutjar la petició d'Adelaida per succeir-la ella com abadessa de Gandersheim. Després de la seva mort, en aquell any, el rei Enric III també li va concedir el dret de governar Gandersheim.

### Mort
Adelaide va morir el 14 de gener de 1044 o el 14 de gener de 1045 i va ser succeïda per Beatriu de Francònia. Va ser enterrada a l'abadia de Quedlinburg. La làpida esculpida conserva la imatge convencional d'Adelaide. Està representada com a dona santa per l'hàbit monàstic i el llibre dels Evangelis. De fet, la imatge mostra més el que Adelaide representava més que no pas el com era Adelaide.